# Milaan-San Remo 1996
De wielerklassieker Milaan-San Remo 1996 werd gereden op 23 maart 1996. De koers werd gewonnen door Gabriele Colombo.

## Uitslag
| Rang | Naam                  | Land                | Ploeg                       | Tijd     |
| ---- | --------------------- | ------------------- | --------------------------- | -------- |
| 1    | Gabriele Colombo      | Italië              | Gewiss-Playbus              | 7u00'27" |
| 2    | Oleksandr Hontsjenkov | Oekraïne            | Roslotto-ZG Mobili          | op 1"    |
| 3    | Michele Coppolillo    | Italië              | MG Maglificio-Technogym     | z.t.     |
| 4    | Maximilian Sciandri   | Verenigd Koninkrijk | Motorola Cycling Team       | z.t.     |
| 5    | Stefano Zanini        | Italië              | Gewiss-Playbus              | op 32"   |
| 6    | Fabio Baldato         | Italië              | MG Maglificio-Technogym     | z.t.     |
| 7    | Mario Cipollini       | Italië              | Saeco-AS Juvenes San Marino | z.t.     |
| 8    | Johan Museeuw         | België              | Mapei-GB                    | z.t.     |
| 9    | Laurent Brochard      | Frankrijk           | Festina-Lotus               | z.t.     |
| 10   | Andrei Tchmil         | Rusland             | Lotto-Isoglass              | z.t.     |

## Overige Belgen
| Rang | Naam                | Land   | Ploeg                 | Tijd     |
| ---- | ------------------- | ------ | --------------------- | -------- |
| 19   | Axel Merckx         | België | Motorola Cycling Team | z.t.     |
| 20   | Frank Vandenbroucke | België | Mapei-GB              | z.t.     |
| 31   | Peter Van Petegem   | België | TVM-Farm Frites       | op 48"   |
| 52   | Marc Wauters        | België | Lotto-Isoglass        | z.t.     |
| 53   | Wilfried Peeters    | België | Mapei-GB              | z.t.     |
| 66   | Carlo Bomans        | België | Mapei-GB              | z.t.     |
| 75   | Wilfried Nelissen   | België | Lotto-Isoglass        | op 5'50" |
| 93   | Edwig Van Hooydonck | België | Rabobank              | z.t.     |
| 95   | Peter Farazijn      | België | Lotto-Isoglass        | z.t.     |
| 106  | Marc Sergeant       | België | Lotto-Isoglass        | z.t.     |
| 142  | Nico Mattan         | België | Lotto-Isoglass        | z.t.     |
| 148  | Hendrik Redant      | België | TVM-Farm Frites       | op 8'20" |

1907 · 1908 · 1909 · 1910 · 1911 · 1912 · 1913 · 1914 · 1915 · 1916 · 1917 · 1918 · 1919 · 1920 · 1921 · 1922 · 1923 · 1924 · 1925 · 1926 · 1927 · 1928 · 1929 · 1930 · 1931 · 1932 · 1933 · 1934 · 1935 · 1936 · 1937 · 1938 · 1939 · 1940 · 1941 · 1942 · 1943 · 1944 · 1945 · 1946 · 1947 · 1948 · 1949 · 1950 · 1951 · 1952 · 1953 · 1954 · 1955 · 1956 · 1957 · 1958 · 1959 · 1960 · 1961 · 1962 · 1963 · 1964 · 1965 · 1966 · 1967 · 1968 · 1969 · 1970 · 1971 · 1972 · 1973 · 1974 · 1975 · 1976 · 1977 · 1978 · 1979 · 1980 · 1981 · 1982 · 1983 · 1984 · 1985 · 1986 · 1987 · 1988 · 1989 · 1990 · 1991 · 1992 · 1993 · 1994 · 1995 · 1996 · 1997 · 1998 · 1999 · 2000 · 2001 · 2002 · 2003 · 2004 · 2005 · 2006 · 2007 · 2008 · 2009 · 2010 · 2011 · 2012 · 2013 · 2014 · 2015 · 2016 · 2017 · 2018 · 2019 · 2020 · 2021 · 2022 · 2023 · 2024 · 2025

Lijst van beklimmingen